# Marketing industrial
El marketing industrial o marketing de negocio a negocio (B2B) es un tipo de mercadotecnia aplicada a la publicidad de los productos y servicio de una empresa a otra empresa. Los procesos de compra, la demanda y el tipo de clientes del sector B2B determinan que las estrategias adoptadas sean distintas a las del marketing de negocio a consumidor (B2C). En la industria manufacturera, tanto compradores como vendedores trabajan en el marco de procesos de venta prolongados, que debido a la especificidad de la compra y la dimensión de los costos suelen dejar mucho lugar para la investigación y la reflexión.
La publicidad de productos industriales presenta algunas peculiaridades respecto al marketing de servicios y el de productos de consumo. Los productos industriales son adquiridos por profesionales que se rigen por criterios objetivos a la hora de tomar una decisión de compra. Por tanto, la mercadotecnia tiene que ir orientada a resaltar las prestaciones técnicas del producto en relación con su precio de venta. En este sentido, son muy apreciadas por los compradores del mismo: especificaciones técnicas, velocidad, consumo, potencia física, resistencia de materiales de resistencia, etc. Muchas veces, éstas se acompañan con estadísticas, gráficos o diagramas que hacen más fácil su comprensión.
También se suele[cita requerida] hacer hincapié en los servicios anexos al producto que ofrece la empresa vendedora:
- Instalación y mantenimiento.
- Servicio posventa.
- Disponibilidad de repuestos y accesorios.
- Periodo de reacción ante una reclamación.

El marketing de productos industriales es un marketing de comunicación destinado a proporcionar información precisa sobre el producto. De este modo, las actividades más comunes realizadas por los responsables de marketing son las siguientes:
- Edición de catálogos técnicos de producto.
- Buzoneo de folletos, dípticos o trípticos comerciales informando sobre las novedades de productos.
- Asistencia a ferias sectoriales.
- Inserción de publicidad en publicaciones profesionales: anuncios, encartes, publirreportajes, etc.
- Invitación a eventos:
  - Jornadas de puertas abiertas.
  - Jornadas técnicas. Suelen consistir en un conjunto de charlas impartidas por expertos relacionadas con el sector al que se dirigen los productos.
  - Envío de entradas o pases para ferias sectoriales en las que va a participar la empresa.

## Marketing industrial en España
En el contexto español, el marketing industrial ha cobrado una creciente importancia debido a la evolución de los sectores B2B como la automatización, la fabricación de maquinaria, la logística o la química industrial. Las empresas industriales han tenido que adaptar sus procesos de captación y fidelización a un entorno más digitalizado y competitivo, en el que ya no es suficiente con una fuerza comercial tradicional.
La digitalización ha traído consigo la incorporación de estrategias como el inbound marketing, el marketing de contenidos técnicos, el posicionamiento SEO orientado a nichos industriales y la automatización mediante plataformas de CRM. Este cambio ha transformado la forma en que las compañías industriales buscan y mantienen clientes, priorizando la generación de confianza a través del conocimiento especializado y el soporte técnico de valor añadido.
Agencias especializadas en marketing industrial han documentado esta transformación, destacando que las decisiones de compra en entornos industriales suelen implicar procesos más largos, con múltiples decisores y un mayor requerimiento de información técnica. También se ha subrayado la importancia de la alineación entre los departamentos de ventas y marketing (smarketing) en entornos industriales complejos.GO2JUMP (20 de septiembre de 2022). «Marketing industrial en España». GO2JUMP. Consultado el 11 de junio de 2025.
Otra fuente especializada destaca que el marketing industrial en España ha pasado de ser una disciplina meramente operativa a un eje estratégico dentro de las empresas B2B. Factores como la globalización, la aparición de nuevos canales digitales y la necesidad de educar al cliente técnico han obligado a rediseñar la propuesta de valor desde el área de marketing.GO2JUMP (15 de mayo de 2021). «¿Qué es el marketing industrial y cómo aplicarlo?». GO2JUMP. Consultado el 11 de junio de 2025.